# Хатідзьо (Токіо)
33°6′34″ пн. ш. 139°47′27″ сх. д. / 33.10944° пн. ш. 139.79083° сх. д.
Хатідзьо́ (яп. 八丈町, はちじょうまち, МФА: [hat͡ɕid͡ʑoː mat͡ɕi̥]) — містечко в Японії, в області Хатідзьо префектури Токіо. Займає територію островів Хатідзьо і Хатідзьо-Малий з групи островів Ідзу. Належить до острівних територій Токіо. Станом на 1 жовтня 2008 площа містечка становила 72,62 км². Станом на 1 січня 2009 населення містечка становило 8136 осіб.

### Клімат
Містечко знаходиться у зоні, котра характеризується вологим субтропічним кліматом. Найтепліший місяць — серпень із середньою температурою 25.6 °C (78 °F). Найхолодніший місяць — січень, із середньою температурою 10 °С (50 °F).
| Клімат Хатідзьо         | Клімат Хатідзьо | Клімат Хатідзьо | Клімат Хатідзьо | Клімат Хатідзьо | Клімат Хатідзьо | Клімат Хатідзьо | Клімат Хатідзьо | Клімат Хатідзьо | Клімат Хатідзьо | Клімат Хатідзьо | Клімат Хатідзьо | Клімат Хатідзьо | Клімат Хатідзьо |
| Показник                | Січ.            | Лют.            | Бер.            | Квіт.           | Трав.           | Черв.           | Лип.            | Серп.           | Вер.            | Жовт.           | Лист.           | Груд.           | Рік             |
| Абсолютний максимум, °C | 21              | 21              | 22              | 25              | 26              | 28              | 31              | 33              | 32              | 30              | 25              | 24              | 33              |
| Середній максимум, °C   | 13              | 13              | 15              | 18              | 21              | 23              | 27              | 28              | 27              | 23              | 20              | 15              | 20              |
| Середня температура, °C | 10              | 10              | 11              | 15              | 18              | 21              | 24              | 25              | 24              | 20              | 16              | 12              | 17              |
| Середній мінімум, °C    | 7               | 7               | 8               | 12              | 15              | 19              | 22              | 23              | 22              | 18              | 13              | 9               | 15              |
| Абсолютний мінімум, °C  | −1              | 0               | 0               | 4               | 8               | 11              | 17              | 18              | 16              | 11              | 7               | 0               | −1              |
| Норма опадів, мм        | 190             | 200             | 250             | 230             | 260             | 320             | 170             | 230             | 360             | 510             | 370             | 190             | 3350            |
| Днів з дощем            | 13              | 13              | 11              | 10              | 11              | 12              | 9               | 10              | 15              | 15              | 16              | 13              | 133             |
| Вологість повітря, %    | 66              | 67              | 70              | 73              | 79              | 87              | 87              | 83              | 81              | 77              | 73              | 67              | 76              |
| ----------------------- | --------------- | --------------- | --------------- | --------------- | --------------- | --------------- | --------------- | --------------- | --------------- | --------------- | --------------- | --------------- | --------------- |
| Джерело: Weatherbase    |                 |                 |                 |                 |                 |                 |                 |                 |                 |                 |                 |                 |                 |